# 橘園區
橘園區（英語：Orange Walk District），是伯利茲的6個區之一，位於該國北部，首府設於橘園鎮，北接墨西哥和科羅薩爾區，東鄰伯利茲區，南毗卡約區，西臨危地馬拉，面積4,737平方公里，2005年人口約47,000人。

## 外部連結
- Orange Walk, Belize （页面存档备份，存于）
- Orange Walk district at belize.fm
- Map （页面存档备份，存于）
- orangewalk.net （页面存档备份，存于）

17°50′N 88°50′W / 17.833°N 88.833°W